# 1937 год в истории изобразительного искусства СССР
1937 год был отмечен рядом событий, оставивших заметный след в истории советского изобразительного искусства.

## События
- 30 мая — в Ленинграде в Доме Актёра открылась «Выставка живописи, рисунка и скульптуры»[1].

- Председателем Ленинградского Союза советских художников избран скульптор Манизер Матвей Генрихович, сменивший на этом посту Н. Э. Радлова[2].

- И. И. Бродский удостоен Гран-при международной выставки в Париже за картину «Выступление В. И. Ленина на митинге рабочих Путиловского завода».

- Скульптурная группа «Рабочий и колхозница» создана для советского павильона на Всемирной выставке в Париже скульптором Верой Мухиной и архитектором Борисом Иофаном. Скульптура была названа «эталоном социалистического реализма» в Большой советской энциклопедии[3]. Выдающийся памятник монументального искусства, «идеал и символ советской эпохи»[4]. В августе 1939 года скульптура была установлена на постаменте перед северным входом на ВСХВ (ныне ВВЦ). В 2003—2009 годах была выполнена реставрация скульптурной группы, сопровождавшаяся её разбором на 40 фрагментов. Был значительно укреплён несущий каркас композиции, все части скульптуры были очищены и обработаны специальными антикоррозийными составами. Скульптура была установлена на новый специально возведённый для неё павильон-постамент, повторяющий пропорции оригинального павильона Иофана 1937 года. Торжественное открытие монумента прошло в Москве 4 декабря 2009 года[5][6][7].

- А. Н. Самохвалов удостоен Гран-при международной выставки в Париже за панно «Советская физкультура», выполненного для павильона СССР, и Гран-при за иллюстрации к «Истории одного города» М. Е. Салтыкова-Щедрина, а также Большой золотой медали за картину «Девушка в футболке». В этом же году художник пишет одну из самых известных своих картин — Метростроевка со сверлом (1937, ГРМ).

- 2 ноября новые рубиновые Кремлёвские звёзды зажглись над Москвой. К четырём башням со звёздами прибавилась ещё одна, не имевшая ранее окончания в виде орла, — Водовзводная. Новые рубиновые звёзды также были выполнены по эскизам народного художника СССР, главного художника Большого театра академика Ф. Ф. Федоровского.

- 23 декабря в Академии художеств в Ленинграде открылась «Выставка дипломных работ выпускников ВАХ 1937 года»[8]

## Родились
- 11 февраля — Френц Владимир Рудольфович, русский советский живописец (ум. в 1986).
- 28 февраля — Тюленев Виталий Иванович, русский советский живописец, график, Заслуженный художник РСФСР (ум. в 1997).
- 2 марта — Юфа Тамара Григорьевна, советский российский художник-график.
- 30 апреля — Мороз Георгий Моисеевич, русский советский живописец.
- 24 мая — Белов Станислав Кондратьевич, советский российский график и педагог, Заслуженный деятель искусств РСФСР (ум. в 1989).
- 1 июня — Широкова Инна Алексеевна, русский советский живописец, Заслуженный художник РСФСР.
- 1 августа — Орлов Геннадий Васильевич, российский советский живописец и педагог (ум. в 1998).
- 10 октября — Василевич Виктор Павлович, российский советский живописец.

## Скончались
- 6 декабря — Малютин Сергей Васильевич, русский советский художник, Заслуженный деятель искусств РСФСР (род. в 1859).
- 29 декабря — Минин Ефим Семёнович — белорусский художник, график.

- Сергей Малютин
- Ефим Минин